# Georgeson
Georgeson es una variedad cultivar de ciruelo (Prunus salicina), de las denominadas ciruelas japonesas (aunque las ciruelas japonesas en realidad se originaron en China, fueron llevadas a los EE. UU. a través de Japón en el siglo XIX).
Una variedad que fue importada desde Japón por el Sr. H. H. Berger del vivero « H. Berger & Company» de San Francisco (California), en 1889. Fruta de tamaño mediano, con piel de color amarillo verdoso cambiando a amarillo intenso cuando el fruto alcanza la madurez completa, con una pruina fina; pulpa de color amarillo dorado, fibrosa, firme, dulce excepto cerca del centro; de regular a buena.

## Sinonimia
- "Hattonkin",
- "Hattankin",
- "Hattankio",
- "Mikado",
- "Normand",
- "Normand Yellow",
- "Normand Japan",
- "White Kelsey",
- "Yeddo".

## Historia
'Georgeson' variedad de ciruela, de las denominadas ciruelas japonesas con base de Prunus salicina, que fue introducida en Estados Unidos, importada desde Japón por el Sr. H. H. Berger del vivero « H. Berger & Company »de San Francisco (California), en 1889. Se dio a conocer principalmente gracias a J. L. Normand, de Marksville, (Luisiana), quien le dio el nombre en honor al profesor C. C. Georgeson, entonces residente de Manhattan, (Kansas), estudioso de las frutas japonesas. En el Informe de la "Sociedad Hortícola de Georgia" de 1889, L. A. Berckmans menciona dos tipos de "Hattankio", uno de los cuales podría ser esta variedad. Normand, en 1891, afirmó haber recibido dos variedades de Hattonkin de diferentes orígenes y, para separarlas, numeró la primera como n.º 1 y la segunda como n.º 2. Sin embargo, en 1894, Bailey y Kerr publicaron "Hattonkin n.º 1" como sinónimo de 'Georgeson'y Hattonkin n.º 2, como sinónimo de 'Kerr'. La "Sociedad Hortícola de Georgia" aceptó esta última nomenclatura en su informe publicado en 1895.  Las variedades 'Mikado', 'White Kelsey' y 'Yeddo', analizadas por esta estación, resultaron ser idénticas a Georgeson; sin embargo, según las pruebas de Kerr, solo la 'Mikado' es idéntica. Normand, que se dice fue importada e introducida en 1891 por J. L. Normand, también es indistinguible de esta variedad.
La ciruela 'Georgeson' ha sido descrita por: 1. Ga. Hort. Soc. Rpt. 52, 99. 1889. 2. Am. Gard. 12:308, 501, 574. 1891. 3. Ibid. 13:700. 1892. 4. Cornell Sta. Bul. 62:23, 27. 1894. 5. Tex. Sta. Bul. 32:488, 489. 1894. 6. Ga. Hort. Soc. Rpt. 94. 1895. 7. Cornell Sta. Bul. 106:51, 58. 1896. 8. Ibid. 139:40, 44. 1897. 9. Am. Pom. Soc. Cat. 26. 1897. 10. Cornell Sta. Bul. 175:145. 1899. 11. Waugh Plum Cult. 136. 1901. 12. Ga. Hort. Soc. Rpt. 13. 1904. 13. Mass. Sta. An. Rpt. 17:160. 1905. 14. Ohio Sta. Bul. 162: 250, 254, 255, 256, 257. 1905. 15. Ga. Sta. Bul. 68:10, 30, 32, 33. 1905.

## Características
'Georgeson' árbol de tamaño y vigor medianos, de porte erguido o ampliamente vasiforme, no siempre resistente, productivo; ramas ásperas, ligeramente espinosas, a menudo con corteza agrietada longitudinalmente, en zigzag, de color gris ceniza oscuro; ramitas glabras, con lenticelas elevadas características; hojas plegadas hacia arriba, ampliamente oblanceoladas u obovadas, margen crenado o aserrado, con pequeñas glándulas de color ámbar; temporada de floración temprana a media, de longitud media; flores que aparecen antes que las hojas; nacen en racimos en espolones laterales, en pares o en tres; pétalos rosados en la base; anteras rojizas; pistilo más largo que los estambres.
'Georgeson' tiene una talla de fruto mediano, redondeado a cordiforme; cavidad profunda, ancha, generalmente con líneas concéntricas de color rojizo; color de piel amarillo verdoso cambiando a amarillo intenso cuando el fruto alcanza la madurez completa, con una pruina fina; pulpa de color amarillo dorado, fibrosa, firme, dulce excepto cerca del centro; de regular a buena.
Hueso adherido, ovalado, turgente, con superficies picadas; sutura ventral ancha, ligeramente acanalada; sutura dorsal aguda.
Su tiempo de recogida de cosecha se inicia en su maduración fruto temprano, período de maduración corto.

## Usos
El intenso color amarillo de la fruta 'Georgeson' la convierte en una ciruela particularmente atractiva, pero aquí terminan los elogios. La pulpa es tan astringente y se adhiere tan tenazmente al hueso que la hace inadecuada tanto para postres como para uso culinario. Además, los frutos son extremadamente variables en color, tamaño y forma, en este último caso desde aplanados hasta redondos, con ápices a veces redondos y a veces puntiagudos. El árbol tiene demasiado del porte rastrero de 'Burbank' como para ser una buena planta de huerto. En todo caso se siembra como planta ornamental.